# Pułk Ceuta

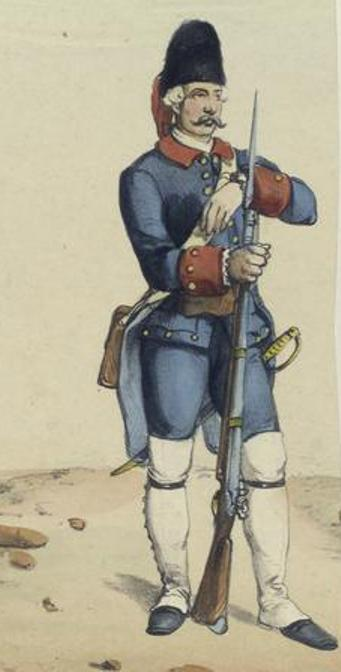
grenadier pułku Ceuty w 1768 roku

Regimiento de Infanteria Ceuta nr 54 powstał w roku 1668 z dwóch kompanii: " Bandera Vieja " i " Bandera Nueva ", nazywanych od roku 1670 " Companias de la Ciudad ". Od 1703 " Tercio Permanente de Ceuta ", pod komendą marszałka (Maestre de Campo) D. Pedro de Guevara Vasconcelosa. Od roku 1715 - "Regimiento de Ceuta nr 28", zwany też: "Regimiento de Dotacion Fija de Ceuta". W roku 1741 przyjął nazwę: "Regimiento de Ceuta Fijo", od 1769 " Regimiento Fijo de Ceuta ".
Obecnie: " Regimiento de Infanteria Fuerzas Regulares de Ceuta nr 54". Dewizą pułku jest: " EL DEFENSOR DE LA FE " - "obrońca wiary".